# Constance Moore
Pour les articles homonymes, voir Moore.
Constance Moore (née le 18 janvier 1920 à Sioux City dans l'Iowa et morte le 16 septembre 2005 à Los Angeles) est une actrice et une chanteuse américaine.

## Biographie
Constance Moore joua notamment dans le film Swing That Cheer de Harold D. Schuster en 1938 et dans Buck Rogers de Ford Beebe et Saul A. Goodkind en 1939.

## Filmographie partielle
- 1938 : Femmes délaissées  (Wives Under Suspicion) de James Whale
- 1938 : Swing That Cheer de Harold D. Schuster
- 1939 : Buck Rogers  de Ford Beebe et Saul A. Goodkind
- 1939 : Le Cirque en folie (You Can’t Cheat an Honest Man)
- 1941 : Las Vegas Nights de Ralph Murphy
- 1942 : Mon secrétaire travaille la nuit (Take a Letter, Darling) de Mitchell Leisen
- 1945 : Earl Carroll Vanities de Joseph Santley